# Kitchen Princess
Kitchin no Ohime-sama (キッチンのお姫さま?) è uno manga shōjo scritto da Miyuki Kobayashi e disegnato da Natsumi Andō. Vince il Kodansha Manga Award per manga e anime per bambini nel 2006. Pubblicato da Kōdansha in Giappone e da Del Rey Manga negli USA. Non esiste ancora un'edizione italiana.
La protagonista è uno chef: le ricette di tutto quello che cucina nel manga sono illustrate alla fine di ogni manga come omake ("bonus" or "extra").
Ispira un romanzo chiamato Kitchen Princess - Search for the Angel Cake nel 2008 dopo la conclusione del manga. La terza edizione sarà pubblicata nel giugno del 2012 da Kodansha Comics USA.

## Trama
Najika è una vivace e giovane cuoca con un senso del gusto fuori dal comune e dal cuore d'oro. Rimasta orfana quando era ancora una bambina, Najika si avvia verso l'arte culinaria col desiderio di trovare il suo "principe del flan", il misterioso ragazzo che toccò il suo cuore e accese un barlume di speranza nella sua vita quando era afflitta per la morte dei genitori. L'unico indizio che possiede per trovarlo è un cucchiaino d'argento, che la conduce alla prestigiosa accademia Seika, dove si ritrova ad affrontare innumerevoli sfide per la ricerca della felicità.

## Personaggi
Najika Kazami (風見 七虹香?, Kazami Najika)
Najika è un'orfana proveniente dall'Hokkaidō che perse entrambi i genitori in un incidente quando era molto piccola. Najika va alla ricerca del suo "principe del flan", un ragazzino che in Hokkaido, sei anni prima, l'aveva salvata dopo esser caduta in un lago e le aveva donato un dolce per tirarle su il morale; gli promette che un giorno avrebbe preparato per lui il dolce più buono del mondo e comincia a coltivare il sogno di diventare uno chef. Viene accolta alla Lavander House, una casa per orfanelli dove cresce felice e coccolata; col passare del tempo diviene molto brava a cucinare e studiando sodo riesce a farsi ammetter alla prestigiosa accademia Seika, dopo aver scoperto che il cucchiaio lasciatogli dal suo principe proviene da quella scuola.
Sora Kitazawa (北沢 空?, Kitazawa Sora)
Sora è il fratello più grande di Daichi e inizialmente Najika ne viene sentimentalmente attratta. Al contrario di Daichi, Sora è molto gentile e galante con lei. Per un periodo prenderà le veci di suo padre, il direttore dell'accademia Seika. Come Daichi, è molto popolare tra le ragazze, scatenando le loro gelosie per le attenzioni mostrate verso Najika. Finirà presto per innamorarsi di Najika incoraggiandola ad andare avanti con le sue parole, ma gli mentirà dicendole di essere il suo "principe del flan". Muore in un incidente stradale, coinvolto da un camion mentre correva da Najika per consegnarle dei fagioli che lei avrebbe dovuto utilizzare in una competizione di cucina al quale stava per prendere parte. Prima di esalare l'ultimo respiro, confessa a Najika che le ha mentito riguardo alla storia del principe del flan. In seguito scoprirà che il motivo di questa bugia era proteggere il fratello Daichi: era stato lui sei anni prima a salvare Najika in Hokkaido, ma durante quel viaggio il trauma di veder morire la propria madre per proteggerlo da un incidente aveva rimosso tutti i suoi ricordi dell'Hokkaido.
Daichi Kitazawa (北沢 大地?, Kitazawa Daichi)
Daichi è il fratello più giovane di Sora, ed è la prima persona che Najika incontra al suo arrivo in accademia. All'inizio della storia la canzona chiamandola "scimmia" perché le era precipitata tra le braccia dopo essersi arrampicata su un albero. Anche lui si innamora di Najika nonostante lei ricambi i sentimenti di Sora, pensa così di baciarla all'improvviso per esprimere la sua attrazione verso di lei. Dopo la morte di Sora, in un primo momento rifiuta i sentimenti che Najika comincia a nutrire verso di lui non ritenendo opportuno decidere di stare con lei dal momento che anche il defunto fratello amava la ragazza, ma per proteggerla e non farla cacciare dal preside della scuola, il padre di Daichi e Sora, che la riteneva responsabile della morte del figlio, accetta il compromesso di sostituire il fratello divenendo membro del corpo studentesco e addossandosi tutte le responsabilità di erede che prima gravavano su Sora. Affetto da un'amnesia non ricorda che la madre era morta quando lui aveva solo sette anni per proteggerlo da un crollo. Dopo aver recuperato la memoria, ricorda di esser lui il "principe del flan" e accetta di rendere felice Najika al posto del fratello.
Akane Kishida (岸田 茜?, Kishida Akane)
Akane è una giovane fotomodella che aspira a diventare una top model famosa a livello mondiale come la madre. Inizialmente odia Najika mostrandosi gelosa delle attenzioni che Daichi le riversa. In seguito ad una dieta estrema perde la capacità di mangiare, Najika riesce a riprodurre fedelmente il gusto della torta di pesca che la ormai defunta nonna di Akane le cucinava da piccola riuscendo a farle recuperare l'appetito. Akane comincia ad ammorbidirsi con Najika fino a diventare la sua migliore amica nonostante i sentimenti che Daichi prova per lei. Akane sostiene Najika in entrambe le competizioni di cucina a cui prende parte e la incoraggia nella relazione con Daichi. Lei e Seiya Mizuno iniziano a frequentarsi in un episodio extra del volume 10.
Seiya Mizuno (水野 星夜?, Mizuno Seiya)
Seiya è un piccolo chef pasticcione figlio del capo del gruppo Mizuno. Cresce in Hokkaido come Najika e studia seriamente per diventare il miglior chef del mondo. Suo padre non trascorre molto tempo con lui, conduce così un'infanzia solitaria e infelice. Racconta a Najika che quando era triste, andava alla Lavender House e la spiava attraverso le finestre mentre si divertiva a cucinare con i cari. La sua forte rivalità nei confronti della ragazza, che incalza con continue sfide culinarie, va scemando sino a lasciare posto all'amore, che dovrà mettere da parte quando scopre che Najika ama già Daichi. Seiya da piccolo cucinava dolci che regalava ai clienti dell'hotel dove viveva, fu proprio lui a cucinare il flan che Daichi regalò a Najisa dopo averla salvata. In un episodio extra intraprende una romantica relazione con Akane.